# Metropolitano Hockey Club Bilbao
El Metropolitano Hockey Club o Metropolitano HC es un club de hockey sobre patines en línea o hockey línea formado en 1996, en Bilbao, por los exjugadores de los clubes de hockey sobre hielo del Casco Viejo, de Portugalete y de Vizcaya. El equipo juega y entrena en el Polideportivo de Zorroza, pista que fue creada para albergar el mundial de hockey línea de 2007, y en la que se han acogido varias finales de supercopa de España y torneos regional o nacionales. El club ha obtenido varios títulos a lo largo de la historia, entre ellos la Copa SAR la princesaen el 2017, y el subcampeonato de la copa del rey de 2018 a nivel nacional. El Metropolitano HC ha obtenido múltiples títulos de gran importancia a nivel regional, en diferentes ligas y copas de Euskadi, en varias categorías.